# Reichsregierung (Weimarer Republik)

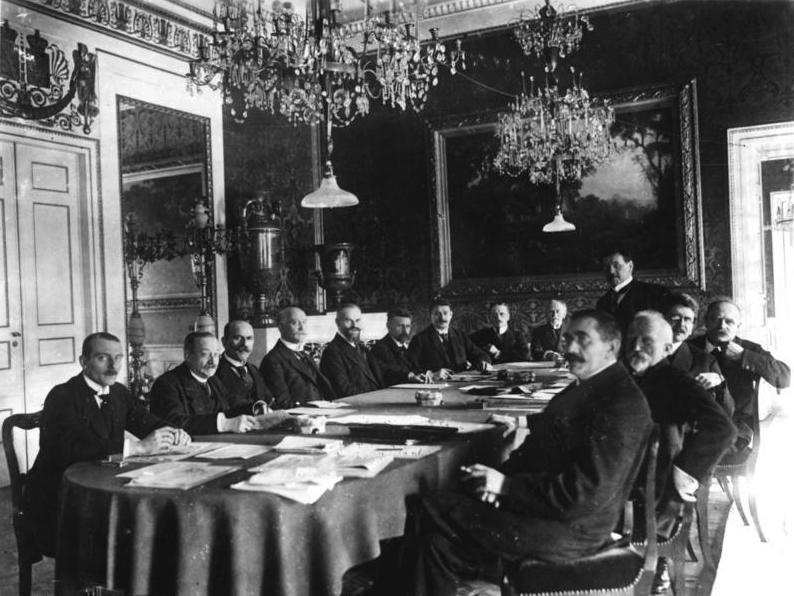
Die erste Reichsregierung (Kabinett Scheidemann) nach dem Gesetz über die vorläufige Reichsgewalt am 13. Februar 1919

Die Reichsregierung bestand während der Periode des Deutschen Reiches, die als Weimarer Republik bezeichnet wird, gemäß Artikel 52 der Verfassung des Deutschen Reichs vom 11. August 1919 („Weimarer Reichsverfassung“, WRV) aus dem Reichskanzler und den Reichsministern. Damit führte die Weimarer Verfassung endgültig das Kollegialitätsprinzip in die deutsche Reichsregierung ein, wie zuvor schon das Gesetz über die vorläufige Reichsgewalt vom 10. Februar 1919.
Zur Zeit der Weimarer Republik waren im Reichstag bis zu 15 Parteien vertreten. Eine Regierungskoalition bestand normalerweise aus drei oder noch mehr Parteien. Die großen Meinungsverschiedenheiten zwischen diesen Parteien sowie die politisch unruhigen Zeiten machten Regierungsbildung und Regierungsarbeit schwierig. Eine Reichsregierung amtierte daher meistens nur einige Monate oder allenfalls etwas mehr als ein Jahr.
Im Vergleich zu den Bundesregierungen seit 1949 waren die meisten Weimarer Kabinette mit nur neun bis 14 Mitgliedern eher klein. Als zeitweilige Ressorts bestanden Reichsministerien für Kolonien (1918/1919), für wirtschaftliche Demobilmachung (1918/1919), für Wiederaufbau (1919–1924) und für die besetzten Gebiete im Rheinland (1923–1930).

## Vorgeschichte und Entstehung der Republik

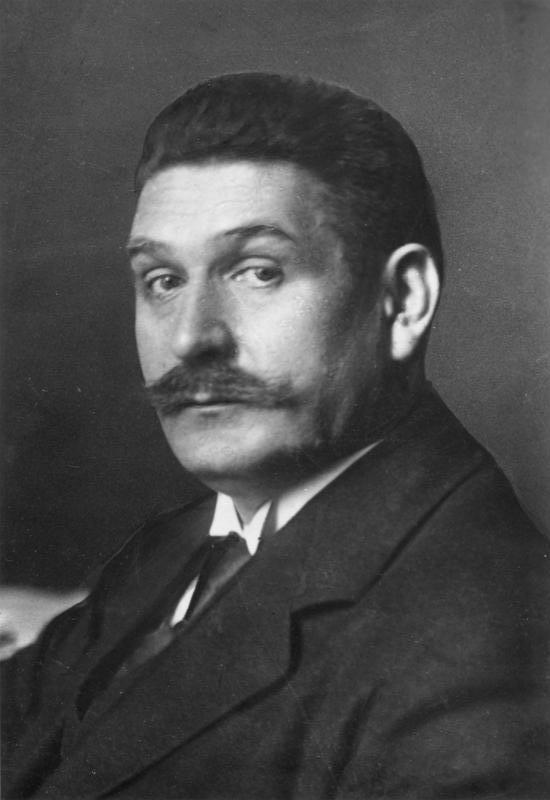
Der Sozialdemokrat Gustav Bauer steht für die personelle Kontinuität vom Ende des Kaiserreichs über die Novemberrevolution zur Republik. Am 4. Oktober 1918 wurde er zum Staatssekretär im Kaiserreich ernannt und blieb bis 1920 in der Regierung, zuletzt als Reichskanzler.

Im Norddeutschen Bund (1867–1871) und im Kaiserreich (seit 1871) hatte Deutschland keine kollegiale Regierung. Der Kaiser ernannte nur einen Kanzler als einzigen verantwortlichen Minister. Die Leiter der obersten Reichsbehörden führten den Titel „Staatssekretär“ und waren an Weisungen des Kanzlers gebunden. Der langjährige Reichskanzler Otto von Bismarck lehnte die Bezeichnung Reichsregierung strikt ab. In der Praxis aber unterschied sich die Arbeit der sogenannten Reichsleitung nicht unbedingt von formellen Kollegialregierungen, jedenfalls gegen Ende des Kaiserreichs.
Seit 1917 wandelte sich die Verfassungswirklichkeit. Vertreter der Reichstagsfraktionen wurden zu Staatssekretären ernannt, seit Oktober 1918 auch Sozialdemokraten. Das parlamentarische Prinzip hatte sich informell bereits durchgesetzt, als die Oktoberreformen festschrieben, dass der Reichskanzler das Vertrauen des Reichstags benötigte. Dieses Prinzip wurde auch nach 1919 beibehalten.
Am 9. November 1918 erklärte Reichskanzler Max von Baden die Abdankung von Kaiser Wilhelm II. und „übertrug“ sein Amt dem Sozialdemokraten Friedrich Ebert. Dies war verfassungswidrig, aber die Beamten und weite Teile der Öffentlichkeit erkannten Eberts Autorität an. Vom 10. November 1918 bis zum 13. Februar 1919 war der Rat der Volksbeauftragten das oberste revolutionäre Organ in Deutschland. Der Rat ersetzte in seinen Kompetenzen zugleich die Exekutive (Kaiser und Reichskanzler) und die Legislative (Reichstag). Die Staatssekretäre blieben im Amt, wurden während dieser Zeit allerdings vom Rat der Volksbeauftragten teilweise ausgetauscht.
Ab dem 13. Februar 1919 amtierte wieder eine unbestritten demokratisch legitimierte Regierung: Die Verfassunggebende Deutsche Nationalversammlung, gewählt am 19. Januar 1919, beschloss mit dem Gesetz über die vorläufige Reichsgewalt eine vorläufige Verfassungsordnung und wählte Friedrich Ebert zum ersten Reichspräsidenten, der wiederum eine Reichsregierung ernannte. Es war die erste, in der die Leiter der obersten Reichsbehörden offiziell den Titel „Minister“ trugen. Der Regierungschef hieß „Präsident des Reichsministeriums“ (vereinfacht „Reichsministerpräsident“). Erst die Weimarer Verfassung vom 11. August 1919 führte wieder den Titel „Reichskanzler“ ein.

## Ernennung und Entlassung

Schaubild für die Weimarer Verfassung

Der Reichskanzler wurde vom Reichspräsidenten ernannt, die Reichsminister wurden vom Reichskanzler vorgeschlagen und vom Reichspräsidenten ernannt (Art. 53 WRV). Allerdings musste ein Kanzler oder Minister zurücktreten, wenn der Reichstag es verlangte (Art. 54 WRV). In den ersten Jahren war es üblich, dass eine neue Regierung sich ausdrücklich ein Vertrauensvotum des Parlaments erbat. Das war in der Verfassung nicht vorgeschrieben. Der Reichstag hat teilweise das Ersuchen damit beantwortet, dass er der Vertrauensfrage durch ein „Tolerierungsvotum“ aus dem Wege ging.
Misstrauensvoten des Reichstags waren selten: Im Konfliktfall trat das Kabinett von sich aus zurück oder der Reichspräsident löste den Reichstag auf. In der Weimarer Zeit wurde schließlich diskutiert, ob ein rein negatives Misstrauensvotum das Ende einer Regierung bewirken dürfe. Ein solches Votum kam durch Mehrheiten von Fraktionen zustande, die aus unterschiedlichen Gründen den Regierungssturz forderten und nicht in der Lage waren, eine neue Regierung zu bilden.
Die meisten Regierungen der Weimarer Zeit hatten keine parlamentarische Mehrheit hinter sich. Ausnahmen waren die Regierungen bis zur Wahl von 1920 und die Große Koalition von 1923. Im Kabinett Müller II von 1928 bis 1930 befanden sich zwar Angehörige von Parteien, die zusammen über eine absolute Mehrheit im Parlament verfügten, doch die Parteien sahen die Minister zum Teil nicht als ihre Vertreter an, und sie sahen sich nicht als verpflichtet an, die Regierung zu unterstützen. Seit der Bildung des Kabinetts Papen im Jahre 1932 unterstützte nur die DNVP die Regierung. Auch das Kabinett Hitler vom 30. Januar 1933 verfügte zunächst, bis zur Reichstagswahl am 5. März 1933, nicht über die Mehrheit im Parlament.
Der Reichstag konnte eine Anklage eines Regierungsmitglieds vor dem Staatsgerichtshof für das Deutsche Reich in die Wege leiten. Dazu musste das angeklagte Regierungsmitglied die Verfassung oder ein Reichsgesetz verletzt haben.

## Arbeitsweise
Die Reichsregierung gab sich eine Geschäftsordnung, die laut Verfassung vom Reichspräsidenten genehmigt werden musste (Art. 55 WRV). Wie auch später in der Bundesrepublik Deutschland bestimmte der Kanzler die Richtlinien der Politik. Der Kanzler überwachte, ob ein Reichsminister in seinem Geschäftsbereich diese Richtlinien beachtete. Letztlich aber bedurfte ein Kabinettsbeschluss der Stimmenmehrheit, sodass ein Kanzler oder Minister überstimmt werden konnte.
Dem Verfassungsrechtler Willibalt Apelt zufolge sollte die Reichsregierung als „Brücke“ zwischen den beiden direkt vom Volk gewählten Organen Reichstag und Reichspräsident dienen. Sie sollte das verfassungsmäßige Wirken dieser Organe ermöglichen, aber auch beiden gegenüber verantwortlich sein. Die Regierung war abhängig von den Forderungen der Fraktionen im Reichstag, vor allem der Regierungskoalition, aber eventuell auch von weiteren Fraktionen. Außerdem hatte der Reichspräsident Sonderrechte, die von der Reichsregierung beachtet werden mussten: So musste die Reichsregierung den Reichspräsidenten über ihre Vorhaben auf den Gebieten der Außenpolitik und Verteidigungspolitik informieren. Der Reichspräsident war der Oberbefehlshaber der Reichswehr. Allerdings bedurften alle Handlungen des Reichspräsidenten der Gegenzeichnung eines Reichsministers.

## Parteien in Weimarer Reichsregierungen

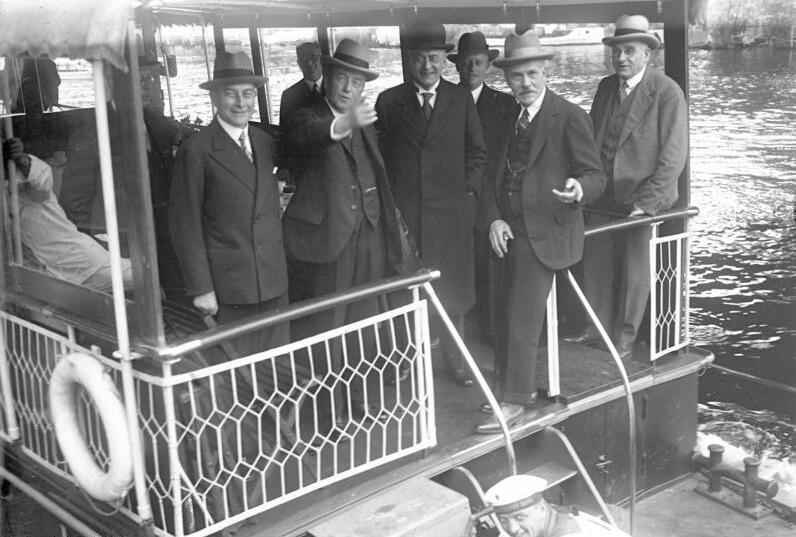
Deutsche Regierungsmitglieder mit englischen Gästen, 1931

Als „Weimarer Koalition“ bezeichnete man eine Koalition von SPD, Zentrum und DDP. Eine Zusammenarbeit dieser drei Parteien hatte es schon am Ende des Kaiserreichs gegeben. Sie bestand aber nur bis 1922. Ferner gab es zwei „Große Koalitionen“, das war im damaligen Sprachgebrauch eine Zusammenarbeit dieser drei Parteien mit der DVP (1923; 1928–1930). Gerade die zweite Große Koalition verfügte allerdings nur schwachen Rückhalt im Reichstag, da sich einzelne Parteien nicht zur Unterstützung „ihrer“ Minister verpflichtet fühlten.
Die typische oder häufigste Konstellation der Weimarer Republik war vielmehr ein bürgerliches Minderheitskabinett von Zentrum, DDP und DVP und weiteren Parteien wie der Bayerischen Volkspartei. Parlamentarisch gestützt wurde das Minderheitskabinett durch die SPD oder seltener durch die DNVP. Ähnlich waren die sogenannten Präsidialkabinette unter Heinrich Brüning (Zentrum) noch bürgerliche Minderheitskabinette mit Tolerierung der SPD, die eine Mehrheit verhinderte, die Notverordnungen des Reichspräsidenten außer Kraft zu setzen. Erst die beiden folgenden Kabinette, unter den Parteilosen von Papen und von Schleicher, waren ohne parlamentarische Absicherung mit Ausnahme der DNVP.
An den Weimarer Regierungen waren beteiligt:
- Katholisches Zentrum (Z): 1919–1932
- Linksliberale Deutsche Demokratische Partei (DDP): 1919–1932 (außer Juni bis Oktober 1919, Januar 1925 bis Januar 1926, Februar 1927 bis Juni 1928)
- Nationalliberale Deutsche Volkspartei (DVP): 1920–1931 (außer Mai 1921 bis November 1922)
- Gemäßigt-sozialistische Sozialdemokratische Partei Deutschlands (SPD): 1919/1920, 1921/1922, 1923, 1928–1930
- Konservative Bayerische Volkspartei (BVP): 1922, 1923, 1925–1932
- Konservativ-nationalistische Deutschnationale Volkspartei (DNVP): 1925, 1927/1928, 1930, 1932–1933
- Gemäßigte Konservative Volkspartei (KVP): 1930–1932
- Christlich-Nationale Bauern- und Landvolkpartei (CNBL): 1930–1932
- Rechtspopulistische Wirtschaftspartei (WP): 1930
- Bayerischer Bauernbund (BBB): 1922
- Radikale, rassistische, antisemitische Nationalsozialistische Deutsche Arbeiterpartei (NSDAP): ab 1933

## Übersicht der Reichsregierungen
| Reichsregierung        | Anzahl der Mitglieder / vertretene Parteien                                                                | Amtsbeginn        | Amtsende 1        | Wahlen                                                    |
| ---------------------- | --- | ----------------- | ----------------- | --------------------------------------------------------- |
| Kabinett Scheidemann   | 7 SPD, 3 Z, 3 DDP, 1 parteilos                                                                             | 13. Februar 1919  | 19. Juni 1919     | Wahl zur Deutschen Nationalversammlung am 19. Januar 1919 |
| Kabinett Bauer         | 7 SPD, 4 Z, 2 DDP                                                                                          | 21. Juni 1919     | 26. März 1920     | Wahl zur Deutschen Nationalversammlung am 19. Januar 1919 |
| Kabinett Müller I      | 6 SPD, 5 Z, 3 DDP                                                                                          | 27. März 1920     | 8. Juni 1920      | Wahl zur Deutschen Nationalversammlung am 19. Januar 1919 |
| Kabinett Fehrenbach    | 5 Z, 3 DVP, 2 DDP, 2 parteilos                                                                             | 25. Juni 1920     | 4. Mai 1921       | Reichstagswahl am 6. Juni 1920                            |
| Kabinett Wirth I       | 4 SPD, 4 Z, 3 DDP, 2 parteilos                                                                             | 10. Mai 1921      | 22. Oktober 1921  | Reichstagswahl am 6. Juni 1920                            |
| Kabinett Wirth II      | 4 Z, 4 SPD, 2 DDP, 1 parteilos, später zusätzlich 1 BBB                                                    | 26. Oktober 1921  | 14. November 1922 | Reichstagswahl am 6. Juni 1920                            |
| Kabinett Cuno          | 3 Z, 2 DDP, 2 DVP, 1 BVP, 4 parteilos                                                                      | 22. November 1922 | 12. August 1923   | Reichstagswahl am 6. Juni 1920                            |
| Kabinett Stresemann I  | 4 SPD, 3 Zentrum, 2 DVP, 2 DDP, 1 parteilos                                                                | 13. August 1923   | 3. Oktober 1923   | Reichstagswahl am 6. Juni 1920                            |
| Kabinett Stresemann II | 3 Z, 3 SPD, 2 DDP, 1 DVP, 3 parteilos                                                                      | 6. Oktober 1923   | 23. November 1923 | Reichstagswahl am 6. Juni 1920                            |
| Kabinett Marx I        | 3 Z, 3 DDP, 2 DVP, 1 BVP, 3 parteilos                                                                      | 30. November 1923 | 26. Mai 1924      | Reichstagswahl am 6. Juni 1920                            |
| Kabinett Marx II       | 3 Z, 2 DVP, 3 DDP, 2 parteilos                                                                             | 3. Juni 1924      | 15. Dezember 1924 | Reichstagswahl am 4. Mai 1924                             |
| Kabinett Luther I      | 3 DNVP, 2 Z, 2 DVP, 1 DDP, 1 BVP, 2 parteilos                                                              | 15. Januar 1925   | 5. Dezember 1925  | Reichstagswahl am 7. Dezember 1924                        |
| Kabinett Luther II     | 3 Z, 3 DDP, 3 DVP, 1 BVP, 1 parteilos                                                                      | 20. Januar 1926   | 12. Mai 1926      | Reichstagswahl am 7. Dezember 1924                        |
| Kabinett Marx III      | 4 Z, 3 DDP, 3 DVP, 1 BVP                                                                                   | 17. Mai 1926      | 17. Dezember 1926 | Reichstagswahl am 7. Dezember 1924                        |
| Kabinett Marx IV       | 4 DNVP, 3 Z, 2 DVP, 1 DDP, 1 BVP; DDP bis 20. Januar 1928, danach 1 parteilos                              | 29. Januar 1927   | 12. Juni 1928     | Reichstagswahl am 7. Dezember 1924                        |
| Kabinett Müller II     | 4 SPD, 2 DVP, 2 DDP, 1 Z, 1 BVP, 1 parteilos                                                               | 29. Juni 1928     | 27. März 1930     | Reichstagswahl am 20. Mai 1928                            |
| Kabinett Brüning I     | 4 Z, 2 DVP, 1 DDP, 1 BVP, 1 WP (bis 5. Dezember 1930), 1 DNVP (ab 22. Juli 1930: CNBL), 1 KVP, 1 parteilos | 30. März 1930     | 7. Oktober 1931   | Reichstagswahl am 14. September 1930                      |
| Kabinett Brüning II    | 2 Z, 2 DDP, 1 BVP, 1 KVP, 1 CNBL, 2 parteilos                                                              | 10. Oktober 1931  | 30. Mai 1932      | Reichstagswahl am 14. September 1930                      |
| Kabinett Papen         | 3 DNVP, 7 parteilos                                                                                        | 1. Juni 1932      | 17. November 1932 | Reichstagswahl am 31. Juli 1932                           |
| Kabinett Schleicher    | 2 DNVP, 8 parteilos                                                                                        | 3. Dezember 1932  | 28. Januar 1933   | Reichstagswahl am 6. November 1932                        |
| Kabinett Hitler        | 3 NSDAP, 2 DNVP, 6 parteilos (später mehrere Kabinettsumbildungen)                                         | 30. Januar 1933   | [30. April 1945]  | Reichstagswahl am 5. März 1933                            |